# Kumpulrejo (Argomulyo)
Kumpulrejo is een bestuurslaag (kelurahan) in het onderdistrict (kecamatan) Argomulyo in de stadsgemeente (kota) Salatiga binnen het regentschap Semarang van de provincie Midden-Java, Indonesië. Kumpulrejo telt 6.563 inwoners (volkstelling 2010).